# Gilles Bélisle
Gilles Bélisle (* 7. Oktober 1923 in Clarence Creek; † 12. April 1996) war ein kanadischer römisch-katholischer Geistlicher und Weihbischof in Ottawa.

## Leben
Gilles Bélisle empfing am 2. Februar 1950 das Sakrament der Priesterweihe.
Am 11. Mai 1977 ernannte ihn Papst Paul VI. zum Titularbischof von Uccula und zum Weihbischof in Ottawa. Der Erzbischof von Ottawa, Joseph-Aurèle Plourde, spendete ihm und John Michael Beahen am 21. Juni desselben Jahres die Bischofsweihe; Mitkonsekratoren waren der Bischof von London, Gerald Emmett Carter, und der Erzbischof von Rimouski, Gilles Ouellet PME.
Bélisle trat am 19. August 1993 als Weihbischof in Ottawa zurück.